# Finnischer Fußballpokal 2023
Der Finnische Fußballpokal 2023 (finnisch Suomen Cup 2023) war die 69. Austragung des finnischen Pokalwettbewerbs. Er wurde vom finnischen Fußballverband ausgetragen. Der Wettbewerb begann am 25. Februar 2023 und endete am 30. September 2023 mit dem Finale im Olympiastadion Helsinki.
Pokalsieger wurde Ilves Tampere. Das Team setzte sich im Finale gegen den  FC Honka Espoo mit 1:0 durch. Ilves sicherte sich damit einen Startplatz in der 1. Qualifikationsrunde der Europa Conference League.
Bei unentschiedenem Ausgang wurde das Spiel im Elfmeterschießen entschieden. Lediglich im Halbfinale und Finale gab es bei einem Remis eine Verlängerung von zweimal 15 Minuten.

## Teilnehmende Teams
Die Teilnahme war freiwillig. Insgesamt 333 Mannschaften hatten für den Pokalwettbewerb gemeldet. Dabei waren die 12 Mannschaften aus der Veikkausliiga (I), 12 aus der Ykkönen (II), 28 aus der Kakkonen (III), 73 aus der Kolmonen (IV), 73 aus der Nelonen (V), 82 aus der Vitonen (VI), 39 aus der Kutonen (VII), 7 aus der Seiska (VIII) und 7 Seniorenteams (35+).
Bis zur 2. Runde nahmen nur Teams der viertklassigen Kolmonen oder tiefer teil. In der 3. Runde stiegen insgesamt 50 Mannschaften der ersten drei Ligen ein. In der vierten Runde stiegen die beiden Finalisten des Ligapokals 2023 ein, und in der fünften Runde die vier Europapokal-Teilnehmer.
| Runde         | Zugänge | Sieger der letzten Runde | Spiele / Sieger |
| ------------- | ------- | ------------------------ | --------------- |
| Vorrunde      | 66      | –                        | 33              |
| 1. Runde      | 2150    | 33                       | 1240            |
| 2. Runde      | –       | 1240                     | 62              |
| 3. Runde      | 46      | 62                       | 54              |
| 4. Runde      | 02      | 54                       | 28              |
| 5. Runde      | 04      | 28                       | 16              |
| 6. Runde      | –       | 16                       | 08              |
| Viertelfinale | –       | 08                       | 04              |
| Halbfinale    | –       | 04                       | 02              |
| Finale        | –       | 02                       | 01              |
| Gesamt        | 3330    |                          | 3320            |

## Vorrunde
Teilnehmer: 66 Mannschaften der sechstklassigen Vitonen oder tiefer. Die Mannschaften wurden in sieben regionale Gruppen eingeteilt. Unterklassige Vereine hatten Heimrecht.

### Gruppe 1
| Datum      |                         | Ergebnis        |                                            |
| ---------- | ----------------------- | --------------- | ------------------------------------------ |
| 25.02.2023 | FC Spital (VI)          | 4:0             | Millbrook FC (VI)                          |
| 25.02.2023 | AC Stadin Sissit (VII)  | 2:4             | Hesperian Mankeli (VII)                    |
| 04.03.2023 | Savannan Pallo-2 (VI)   | 4:0             | FC Korso United (VI)                       |
| 04.03.2023 | Kauklahden Pyrintö (VI) | 1:0             | Malmin Palloseura / Atletico Akatemia (VI) |
| 10.03.2023 | Itä-Hakkilan Kilpa (VI) | 1:1 (3:4 i. E.) | FC Pehmeet ja Märät (VI)                   |
| 11.03.2023 | Pöxyt Espoo / TN (VI)   | 3:6             | Leppävaaran Pallo-2 (VI)                   |
| 12.03.2023 | Nikinmäki United (VI)   | 1:0             | Inter Vuosaari (VI)                        |

### Gruppe 2
| Datum      |                                         | Ergebnis        |                               |
| ---------- | --------------------------------------- | --------------- | ----------------------------- |
| 19.02.2023 | Colo-Colo Helsinki (VI)                 | 7:1             | Koivukylän PS / Dynamo (VI)   |
| 26.02.2023 | Helsingin Ponnistus / Peruskallio (VII) | 0:9             | HJK Helsinki / Kantsu (VI)    |
| 26.02.2023 | MLHF FC (VII)                           | 2:1             | AC Rastaala (VI)              |
| 04.03.2023 | Tikkurilan PS / Legends (VII)           | 1:1 (2:4 i. E.) | FC Samba (VII)                |
| 04.03.2023 | Afro FC (VI)                            | 2:3             | Helsingin Ponnistus-2 (VI)    |
| 05.03.2023 | Strikers Helsinki / Bertil (VII)        | 0:4             | Savannan Pallo / Savanna (VI) |
| 06.03.2023 | Helsingfors IFK-3 (VI)                  | 1:6             | IF Gnistan Ü-35 (35+)         |
| 12.03.2023 | FC Pakila (VIII)                        | 0:3             | Pakkalan PS (V)               |

### Gruppe 3
| Datum      |                                    | Ergebnis |                          |
| ---------- | ---------------------------------- | -------- | ------------------------ |
| 23.02.2023 | Torre Calcio-2 (VII)               | 0:2      | Turun Pallo-Veikot (VII) |
| 26.02.2023 | Littoisten Työväen Urheilijat (VI) | 6:0      | FC Boda Kemiönsaari (VI) |
| 04.03.2023 | Turun Nappulaliiga (VII)           | 7:1      | Inter Turku Ü-35 (35+)   |
| 04.03.2023 | AFC Campus (VI)                    | 2:3      | FC Ruskon Pallo (VI)     |
| 08.03.2023 | Turku PS Ü-35 (35+)                | 8:1      | Kuuvuoren Laaki (VI)     |
| 09.03.2023 | Liedon Pallo (VI)                  | 2:3      | Torre Calcio (VI)        |

### Gruppe 4
| Datum      |                                | Ergebnis        |                        |
| ---------- | ------------------------------ | --------------- | ---------------------- |
| 02.03.2023 | Viinikan Pallo (VIII)          | 01:10           | FC Kangasala (VI)      |
| 03.03.2023 | Ilves Tampere-3 (VII)          | 1:5             | Fish United (VI)       |
| 04.03.2023 | Porin Palloilijat (VI)         | 3:3 (4:5 i. E.) | Harjavallan Pallo (VI) |
| 04.03.2023 | Lammin Veto / KPR (VII)        | 0:4             | Oriveden Tuisku (VI)   |
| 10.03.2023 | FC Haka Juniorit / Musta (VII) | 00:13           | Ilves Tampere-4 (VI)   |
| 11.03.2023 | FC Helmi Jätkä (VIII)          | 1:2             | FC Ulvila (VI)         |
|            | Messukylä United (VII)         | 1 0:3 1         | Janakkalan Pallo (VII) |

### Gruppe 5
| Datum     |                                | Ergebnis |                              |
| --------- | ------------------------------ | -------- | ---------------------------- |
| 000000000 | Hausjärven Pallojuniorit (VII) | 1 0:3 1  | Järvenpään PS / United (VII) |

### Gruppe 6
| Datum      |                       | Ergebnis        |                             |
| ---------- | --------------------- | --------------- | --------------------------- |
| 19.02.2023 | Flamingo United (VII) | 1:9             | Jalkarannan PS Ü-35 (35+)   |
| 28.02.2023 | Nastolan Naseva (VII) | 2:2 (1:4 i. E.) | Jäntevä Kotka Akatemia (VI) |

### Gruppe 7
| Datum      |                                             | Ergebnis |                                          |
| ---------- | ------------------------------------------- | -------- | ---------------------------------------- |
| 05.03.2023 | Juniori Savonlinnan Työväen Palloseura (VI) | 5:3      | Luonetjärven Varuskunnan Urheilijat (VI) |
| 05.03.2023 | Konneveden Urheilijat (VII)                 | 2:1      | FC Marski (VI)                           |

## 1. Runde
Die 33 Sieger der Vorrunde und 215 Vereine der viertklassigen Kolmonen oder tiefer. Die Mannschaften wurden in zehn regionale Gruppen eingeteilt. Unterklassige Vereine hatten Heimrecht.

### Gruppe 1
| Datum      |                                        | Ergebnis        |                                         |
| ---------- | -------------------------------------- | --------------- | --------------------------------------- |
| 24.02.2023 | FC Konto TDJ (VII)                     | 00:22           | Etelä-Espoon Pallo (IV)                 |
| 25.02.2023 | Laajasalon PS-2 (VI)                   | 02:10           | Haukilahden Pallo (V)                   |
| 25.02.2023 | Toukolan Teräs / Taiskin Tykit (VI)    | 2:2 (4:2 i. E.) | Toukolan Teräs (IV)                     |
| 01.03.2023 | Malminkartanon PETO (V)                | 1:2             | IF Gnistan Ogeli (IV)                   |
| 03.03.2023 | Savannan Pallo (IV)                    | 0:5             | Malmin Palloseura (IV)                  |
| 04.03.2023 | Kilo IF (VII)                          | 1:2             | Pohjois-Haagan Urheilijat (V)           |
| 04.03.2023 | FC Viikingit (VI)                      | 0:4             | Vantaan Jalkapalloseura-2 (V)           |
| 18.03.2023 | Pohjois-Espoon Ponsi (VI)              | 0:3             | Savannan Pallo-2 (VI)                   |
| 18.03.2023 | FC Tavastia (VI)                       | 0:0 (7:6 i. E.) | Leppävaaran Pallo-2 (VI)                |
| 18.03.2023 | Puotinkylän Valtti (IV)                | 0:2             | Koivukylän PS (IV)                      |
| 18.03.2023 | PK-35 Vantaa / Äijät (VIII)            | 0:3             | Toukolan Teräs / Keparoi (VII)          |
|            | Club Latino Español (V)                | 1 0:3 1         | Helsingin Palloseura (IV)               |
| 19.03.2023 | Pohjois-Haagan Urheilijat / Hurjin (V) | 0:2             | Pakkalan PS Old Stars (V)               |
| 20.03.2023 | Leppävaaran Pallo Ü-35 (35+)           | 1:4             | Helsingin Ponnistus (V)                 |
| 23.03.2023 | Esbo Bollklub (IV)                     | 2:1             | Helsingfors IFK-2 (IV)                  |
| 24.03.2023 | Nikinmäki United (VI)                  | 1:4             | FC Hieho (V)                            |
| 25.03.2023 | FC Pehmeet ja Märät (VI)               | 1:5             | Helsingin Pallo-Pojat / Lauttasaari (V) |
| 25.03.2023 | FC Spital (VI)                         | 1:2             | Töölön Vesa (V)                         |
| 25.03.2023 | Hesperian Mankeli (VII)                | 0:7             | Malmin Ponnistajat (IV)                 |
| 26.03.2023 | Laajasalon PS / 7 (VIII)               | 1:1 (2:4 i. E.) | Kauklahden Pyrintö (VI)                 |

### Gruppe 2
| Datum      |                                          | Ergebnis        |                                         |
| ---------- | ---------------------------------------- | --------------- | --------------------------------------- |
| 10.03.2023 | Helsingin Palloseura-2 (V)               | 2:3             | Grankulla IFK U-23 (IV)                 |
| 11.03.2023 | Toukolan Teräs / Tapio (VI)              | 01:10           | Puistolan Urheilijat (IV)               |
| 12.03.2023 | Toukolan Teräs (IV)                      | 1:0             | FC Kontu (IV)                           |
| 17.03.2023 | Chicken Wings SC (V)                     | 1:0             | Puotinkylän Valtti-2 (V)                |
| 17.03.2023 | Arkki Jalkapallo (VI)                    | 2:5             | Töölön Taisto (IV)                      |
| 17.03.2023 | Pohjois-Haagan Urheilijat / Simpsons (V) | 00:10           | Laajasalon PS (IV)                      |
| 18.03.2023 | Polin Pallo (VII)                        | 4:2             | HJK Helsinki / Kantsu (VI)              |
| 18.03.2023 | Vietfin FC (VII)                         | 0:1             | Itä-Hakkilan Kilpa (V)                  |
| 18.03.2023 | FC Lahiö (VIII)                          | 0:8             | Leppävaaran Pallo (V)                   |
| 18.03.2023 | Colo-Colo Helsinki (VI)                  | 0:2             | Malmin Palloseura / Atletico Malmi (IV) |
| 18.03.2023 | Savannan Pallo / Savanna (VI)            | 6:0             | MLHF FC (VII)                           |
| 21.03.2023 | FC Kasiysi Espoo (VI)                    | 1:1 (3:4 i. E.) | Pakkalan PS (V)                         |
| 21.03.2023 | SexyPöxyt Espoo Ü-35 (35+)               | 7:0             | FC Finnkurd (IV)                        |
| 21.03.2023 | Etelä-Espoon Pallo / Renat (V)           | 1:2             | Helsingin Pallo-Pojat / Ruoholahti (IV) |
| 22.03.2023 | Espoon Tikka (V)                         | 0:0 (5:4 i. E.) | Kurvin Vauhti (IV)                      |
| 24.03.2023 | PK-35 Vantaa-2 (VI)                      | 1:3             | Laaksolahden Jalkapalloseura (IV)       |
| 24.03.2023 | FC Germania Helsinki (V)                 | 0:2             | Suurmetsaän Urheilijat / SOB (V)        |
| 25.03.2023 | FC Samba (VII)                           | 0:3             | FC Dons (VI)                            |
| 26.03.2023 | Helsingin Ponnistus-2 (VI)               | 3:0             | FC Parseh (VI)                          |
| 27.03.2023 | IF Gnistan Ü-35 (35+)                    | 0:5             | Vantaan Jalkapalloseura (IV)            |

### Gruppe 3
| Datum      |                                    | Ergebnis        |                          |
| ---------- | ---------------------------------- | --------------- | ------------------------ |
| 25.02.2023 | FC Åland (IV)                      | 0:0 (4:3 i. E.) | Turun Pallokerho (IV)    |
| 04.03.2023 | Turun Raittius Kerho (V)           | 3:1             | Salon Palloilijat-2 (V)  |
| 04.03.2023 | Kyrön Palloseura (VI)              | 00:12           | Åbo Club de Fútbol (V)   |
| 04.03.2023 | Kuuvuoren Laaki-2 (VII)            | 0:3             | Åbo IFK (IV)             |
| 11.03.2023 | Sporting Club Raisio (VII)         | 1:2             | BK-46 Karis (V)          |
| 12.03.2023 | Littoisten Työväen Urheilijat (VI) | 3:2             | Jyrkkälän Tykit (V)      |
| 16.03.2023 | Qppis FC (VII)                     | 0:4             | Piikkiön Palloseura (V)  |
| 17.03.2023 | Ekenäs IF-2 (V)                    | 1:0             | Paimion Haka (IV)        |
| 18.03.2023 | Turun Kisa-Toverit (VI)            | 0:6             | Kaarinan Pojat (IV)      |
| 18.03.2023 | Turun Pallokerho-2 (VI)            | 5:1             | FC Ruskon Pallo (VI)     |
| 18.03.2023 | Hangö IK (V)                       | 00:14           | Inter Turku-2 (IV)       |
| 19.03.2023 | Turun Pallo-Veikot (VII)           | 0:3             | Maskun Palloseura-2 (VI) |
| 22.03.2023 | Turku PS Ü-35 (35+)                | 16:00           | Kaarinan Palloseura (VI) |
| 23.03.2023 | Turun Nappulaliiga (VII)           | 1:0             | Torre Calcio (VI)        |
| 25.03.2023 | Loimaan Palloseura (VI)            | 0:6             | Naantalin VG-62 (IV)     |
| 25.04.2023 | Turun Weikot (IV)                  | 1:1 (3:4 i. E.) | Maskun Palloseura (IV)   |

### Gruppe 4
| Datum      |                               | Ergebnis        |                              |
| ---------- | ----------------------------- | --------------- | ---------------------------- |
| 19.02.2023 | Tampereen Pallo-Veikot-2 (VI) | 2:3             | FC Haka Juniorit (IV)        |
| 05.03.2023 | AC Estudiantes-2 (VII)        | 4:1             | Janakkalan Pallo (VII)       |
| 10.03.2023 | AC Darra (VIII)               | 0:8             | Euran Pallo (V)              |
| 11.03.2023 | Nekalan Pallo (VI)            | 0:8             | Toejoen Veikot (V)           |
| 12.03.2023 | Tampere United-3 (VII)        | 2:2 (3:5 i. E.) | Nokian Palloseura-2 (V)      |
| 15.03.2023 | Pallo-Iirot Rauma-2 (V)       | 4:5             | Musan Salama (IV)            |
| 18.03.2023 | Ylöjärvi United (V)           | 1:0             | Nokian Pyry JK (V)           |
| 18.03.2023 | FC Ulvila (VI)                | 2:1             | Valkeakosken Koskenpojat (V) |
| 18.03.2023 | FC Kangasala (VI)             | 1:9             | Tampereen Pallo-Veikot (IV)  |
| 18.03.2023 | Karhu-Futis-2 (VI)            | 1:4             | Tampere United-2 (IV)        |
| 19.03.2023 | Oriveden Tuisku (VI)          | 5:3             | Lammin Veto (V)              |
| 19.03.2023 | Viialan Peli-Veikot (VII)     | 0:8             | Pispalan Ponnistus-79 (V)    |
| 19.03.2023 | FC Lasten (VI)                | 6:2             | Toijalan Pallo -49 (IV)      |
| 19.03.2023 | Lauttakylän Luja (VI)         | 00:12           | AC Estudiantes (IV)          |
| 19.03.2023 | Tampereen Palloilijat (V)     | 1:4             | Sääksjärven Loiske (IV)      |
| 25.03.2023 | FC Eurajoki (V)               | 2:5             | PP-70 Tampere (IV)           |
| 25.03.2023 | Harjavallan Pallo (VI)        | 01:10           | Nokian Palloseura (IV)       |
| 25.03.2023 | FC Eurajoki-2 (VII)           | 0:3             | Lempäälän Kisa (V)           |
| 25.03.2023 | Fish United (VI)              | 10:00           | Perkunmäen Apassit (VI)      |
| 25.03.2023 | Ilves Tampere-4 (VI)          | 4:1             | Tervakosken Pato (IV)        |

### Gruppe 5
| Datum      |                                    | Ergebnis |                           |
| ---------- | ---------------------------------- | -------- | ------------------------- |
| 04.03.2023 | Nurmijärven Jalkapalloseura-3 (VI) | 0:2      | Tuusulan Palloseura (IV)  |
| 04.03.2023 | Tuusulan Palloseura Ü-35 (35+)     | 0:3      | Tolkis BK (VI)            |
| 05.03.2023 | Halkian Alku-2 (VII)               | 0:7      | Nummelan Palloseura-2 (V) |
| 08.03.2023 | Riihimäen Palloseura (IV)          | 1:3      | Järvenpään PS (IV)        |
| 11.03.2023 | Hyvinkään Ares -86 (VI)            | 1:6      | Hyvinkään Palloseura (IV) |
| 11.03.2023 | Kellokosken Alku (V)               | 0:6      | Nummelan Palloseura (IV)  |
| 12.03.2023 | FC Kirkkonummi-3 (VI)              | 3:8      | Borgå Akilles (V)         |
| 18.03.2023 | IF Sibbo-Vargarna (VI)             | 7:0      | Halkian Alku (V)          |
| 18.03.2023 | Järvenpään PS U-23 (V)             | 1:4      | FC Kirkkonummi (IV)       |
| 25.03.2023 | Järvenpään PS / United (VII)       | 0:3      | Askolan Urheilijat (VI)   |

### Gruppe 6
| Datum      |                                            | Ergebnis |                                     |
| ---------- | ------------------------------------------ | -------- | ----------------------------------- |
| 25.02.2023 | Lappeenrannan Pallo (IV)                   | 0:6      | Union Plaani (IV)                   |
| 05.03.2023 | Karhulan Pojat (VII)                       | 0:2      | Lauritsalan Työväen Palloilijat (V) |
| 05.03.2023 | FC Viilisiat (VII)                         | 0:7      | FC Kuusysi (V)                      |
| 10.03.2023 | Lappeenrannan Itäinen Raittiusyhdistys (V) | 1:0      | Ruokolahden PS Lions (V)            |
| 11.03.2023 | Lappeenrannan Pallo-2 (V)                  | 0:7      | Peli-Karhut Jalkapallo (IV)         |
| 11.03.2023 | Kotajärven Pallo (IV)                      | 1:3      | Edustus Imatran PS (IV)             |
| 12.03.2023 | Myllykosken Pallo -47 (IV)                 | 3:2      | Haminan Pallo-Kissat (IV)           |
| 12.03.2023 | Kuusankosken Kumu (V)                      | 2:5      | Kuovolan Jalkapallo (IV)            |
| 12.03.2023 | Jäntevä Kotka Akatemia (VI)                | 01:12    | Kotkan Jäntevä (IV)                 |
| 15.03.2023 | FC Loviisa (IV)                            | 1:2      | Kultsu FC (IV)                      |
| 19.03.2023 | Popiniemen Ponnistus (VII)                 | 11:00    | Nastolan Nopsa (VI)                 |
| 19.03.2023 | Union Plaani-2 (VI)                        | 00:10    | Jalkarannan PS Ü-35 (35+)           |

### Gruppe 7
| Datum      |                                             | Ergebnis        |                                                   |
| ---------- | ------------------------------------------- | --------------- | ------------------------------------------------- |
| 25.02.2023 | Äänekosken Huima (V)                        | 2:2 (2:4 i. E.) | Nieminen Urheilijat (IV)                          |
| 25.02.2023 | Soho Jyväskylä (VI)                         | 1:6             | Kypärämäki Rangers (V)                            |
| 12.03.2023 | Konneveden Urheilijat (VII)                 | 4:3             | Outokummun Pallo-84 (VI)                          |
| 16.03.2023 | Juniori Savonlinnan Työväen Palloseura (VI) | 1:7             | Seudun PS Savonlinnan (IV)                        |
| 18.03.2023 | FC Komeetat (IV)                            | 0:2             | Mikkelin Palloilijat / Savilahden Urheilijat (IV) |
| 25.03.2023 | AFC Keltik (IV)                             | 2:2 (0:3 i. E.) | Keuruun Pallo (IV)                                |
| 25.03.2023 | Petäjäveden Petäjäiset (V)                  | 0:5             | Lehmon Pallo-77 (IV)                              |
| 26.03.2023 | Ylämyllyn Yllätys (V)                       | 1:2             | Mikkelin Pallo-Kissat (IV)                        |

### Gruppe 8
| Datum      |                             | Ergebnis |                          |
| ---------- | --------------------------- | -------- | ------------------------ |
| 12.03.2023 | FC Tarzan Kuopio (VI)       | 3:1      | Savon Pallo (V)          |
| 18.03.2023 | Kuopion Jalkapallokerho (V) | 0:5      | Pallo-Kerho 37 (IV)      |
| 25.03.2023 | Toivan Urheilijat (V)       | 1:2      | Kajaanin Palloilijat (V) |

### Gruppe 9
| Datum      |                                    | Ergebnis |                           |
| ---------- | ---------------------------------- | -------- | ------------------------- |
| 24.02.2023 | Kokkolan PS (VI)                   | 1:4      | Alavuden Peli-Veikot (VI) |
| 26.02.2023 | Jalasjärven Jalas (VII)            | 2:4      | FC Komu Mustasaari (VI)   |
| 04.03.2023 | Hyllykallion Myrsky (VII)          | 00:13    | FC Kiisto Vaasa (IV)      |
| 12.03.2023 | Lohtajan Veikot (V)                | 1:3      | Sporting Kristina (IV)    |
| 14.03.2023 | Seinäjoen JK-Juniorit Apollo (VII) | 3:0      | FC Sääripotku (V)         |
| 18.03.2023 | Seinäjoen Sisu (VI)                | 6:1      | Ilmajoen Kisailijat (V)   |
| 20.03.2023 | Lapuan Ponnistus-90 (VI)           | 1:2      | Akademisk Boll Club (V)   |
| 21.03.2023 | BK-48 Vaasa (VI)                   | 1:4      | Seinäjoen JK-Juniorit (V) |

### Gruppe 10
| Datum      |                             | Ergebnis |                               |
| ---------- | --------------------------- | -------- | ----------------------------- |
| 26.02.2023 | FC Santa Claus-Juniorit (V) | 2:4      | Haukiputaan Pallo (IV)        |
| 11.03.2023 | Puleward City (V)           | 1:3      | Kellon Työväen Urheilijat (V) |
| 17.03.2023 | Ajax Sarkkiranta (V)        | 0:5      | Ponkilan Pantterit (IV)       |
| 19.03.2023 | Tervarit Oulu-Juniorit (IV) | 7:0      | Rovaniemi United (IV)         |
| 19.03.2023 | Oulun Jalkapalloklubi (VI)  | 1:3      | Villan Pojat (V)              |
| 25.03.2023 | Keminmaan Pallo (VI)        | 12:00    | FC Ylivieska-2 (VI)           |
|            | Kolarin Kontio (VI)         | 00:3 1   | Kemin Palloseura (IV)         |

## 2. Runde

### Gruppe 1
Teilnehmer: Die 124 Sieger der 1. Runde. Die Mannschaften wurden in acht regionale Gruppen eingeteilt. Unterklassige Vereine hatten Heimrecht.
| Datum      |                                         | Ergebnis        |                                         |
| ---------- | --------------------------------------- | --------------- | --------------------------------------- |
| 24.03.2022 | Toukolan Teräs / Keparoi (VII)          | 0:1             | Koivukylän PS (IV)                      |
| 30.03.2022 | Polin Pallo (VII)                       | 3:1             | Savannan Pallo-2 (VI)                   |
| 31.03.2022 | Laaksolahden Jalkapalloseura (IV)       | 0:7             | Helsingin Palloseura (IV)               |
| 31.03.2022 | Esbo Bollklub (IV)                      | 1:2             | Töölön Taisto (IV)                      |
| 31.03.2022 | Puistolan Urheilijat (IV)               | 2:0             | Malmin Palloseura (IV)                  |
| 31.03.2022 | Savannan Pallo / Savanna (VI)           | 2:7             | Haukilahden Pallo (V)                   |
| 01.04.2022 | Chicken Wings SC (V)                    | 0:5             | Toukolan Teräs (IV)                     |
| 02.04.2022 | FC Tavastia (VI)                        | 1:5             | Etelä-Espoon Pallo (IV)                 |
| 02.04.2022 | Pakkalan PS (V)                         | 1:1 (4:5 i. E.) | Itä-Hakkilan Kilpa (V)                  |
| 02.04.2022 | Töölön Vesa (V)                         | 1:0             | Grankulla IFK U-23 (IV)                 |
| 02.04.2022 | Helsingin Pallo-Pojat / Lauttasaari (V) | 0:1             | IF Gnistan Ogeli (IV)                   |
| 02.04.2022 | Pohjois-Haagan Urheilijat (V)           | 0:5             | Vantaan Jalkapalloseura (IV)            |
| 02.04.2022 | Helsingin Ponnistus (V)                 | 1:8             | Vantaan Jalkapalloseura-2 (V)           |
| 04.04.2022 | Lappeenrannan Pallo (V)                 | 1:2             | Malmin Ponnistajat (IV)                 |
| 04.04.2022 | SexyPöxyt Espoo Ü-35 (35+)              | 1:3             | Pakkalan PS Old Stars (V)               |
| 05.04.2022 | Toukolan Teräs / Taiskin Tykit (VI)     | 2:2 (3:1 i. E.) | Espoon Tikka (V                         |
| 09.04.2022 | FC Dons (VI)                            | 3:2             | Helsingin Ponnistus-2 (VI)              |
| 11.04.2022 | Suurmetsaän Urheilijat / SOB (V)        | 1:5             | Malmin Palloseura / Atletico Malmi (IV) |
| 11.04.2022 | FC Hieho (V)                            | 2:8             | Laajasalon PS (IV)                      |
| 11.04.2022 | Kauklahden Pyrintö (VI)                 | 1:3             | Helsingin Pallo-Pojat / Ruoholahti (IV) |

### Gruppe 2
| Datum      |                                    | Ergebnis        |                         |
| ---------- | ---------------------------------- | --------------- | ----------------------- |
| 30.03.2023 | Turun Raittius Kerho (V)           | 2:0             | Piikkiön Palloseura (V) |
| 30.03.2023 | Maskun Palloseura-2 (VI)           | 00:11           | Inter Turku-2 (IV)      |
| 01.04.2023 | Naantalin VG-62 (IV)               | 3:2             | FC Åland (IV)           |
| 04.04.2023 | Turku PS Ü-35 (35+)                | 1:1 (9:8 i. E.) | Maskun Palloseura (IV   |
| 05.04.2023 | BK-46 Karis (V)                    | 1:4             | Ekenäs IF-2 (V)         |
| 05.04.2023 | Turun Pallokerho-2 (VI)            | 0:9             | Kaarinan Pojat (IV)     |
| 06.04.2023 | Littoisten Työväen Urheilijat (VI) | 1:3             | Åbo IFK (IV)            |
| 06.04.2023 | Turun Nappulaliiga (VII)           | 1:3             | Åbo Club de Fútbol (V)  |

### Gruppe 3
| Datum      |                           | Ergebnis |                             |
| ---------- | ------------------------- | -------- | --------------------------- |
| 23.03.2023 | AC Estudiantes-2 (VII)    | 2:3      | FC Lasten (VI)              |
| 01.04.2023 | Fish United (VI)          | 2:1      | FC Ulvila (VI)              |
| 01.04.2023 | Oriveden Tuisku (VI)      | 2:9      | Euran Pallo (V)             |
| 06.04.2023 | Ilves Tampere-4 (VI)      | 0:3      | Toejoen Veikot (V)          |
| 06.04.2023 | Sääksjärven Loiske (IV)   | 1:3      | PP-70 Tampere (IV)          |
| 06.04.2023 | Pispalan Ponnistus-79 (V) | 00:10    | FC Haka Juniorit (IV)       |
| 08.04.2023 | Lempäälän Kisa (V)        | 00:12    | Musan Salama (IV)           |
| 10.04.2023 | Ylöjärvi United (V)       | 3:2      | Tampere United-2 (IV)       |
| 10.04.2023 | Nokian Palloseura (IV)    | 2:1      | Tampereen Pallo-Veikot (IV) |
| 10.04.2023 | Nokian Palloseura-2 (V)   | 0:9      | AC Estudiantes (IV)         |

### Gruppe 4
| Datum      |                           | Ergebnis        |                          |
| ---------- | ------------------------- | --------------- | ------------------------ |
| 22.03.2023 | Hyvinkään Palloseura (IV) | 3:4             | Tuusulan Palloseura (IV) |
| 29.03.2023 | Nummelan Palloseura (V)   | 1:1 (3:4 i. E.) | FC Kirkkonummi (IV)      |
| 03.04.2023 | Askolan Urheilijat (VI)   | 1:2             | Tolkis BK (VI)           |
| 04.04.2023 | Borgå Akilles (V)         | 0:0 (3:4 i. E.) | Järvenpään PS (IV)       |
| 04.04.2023 | IF Sibbo-Vargarna (VI)    | 2:7             | Nummelan Palloseura (IV) |

### Gruppe 5
| Datum      |                                            | Ergebnis |                             |
| ---------- | ------------------------------------------ | -------- | --------------------------- |
| 25.03.2023 | Myllykosken Pallo -47 (IV)                 | 11:00    | Kotkan Jäntevä (IV)         |
| 26.03.2023 | Edustus Imatran PS (IV)                    | 5:0      | Peli-Karhut Jalkapallo (IV) |
| 29.03.2023 | Lappeenrannan Itäinen Raittiusyhdistys (V) | 0:6      | Kultsu FC (IV)              |
| 02.04.2023 | Jalkarannan PS (35+)                       | 2:0      | Union Plaani (IV)           |
| 04.04.2023 | Lauritsalan Työväen Palloilijat (V)        | 0:2      | Kuovolan Jalkapallo (IV)    |
| 04.04.2023 | Popiniemen Ponnistus (VII)                 | 2:4      | FC Kuusysi (V)              |

### Gruppe 6
| Datum      |                                                   | Ergebnis |                            |
| ---------- | ------------------------------------------------- | -------- | -------------------------- |
| 26.03.2023 | FC Tarzan Kuopio (VI)                             | 0:9      | Kypärämäki Rangers (V)     |
| 01.04.2023 | Mikkelin Palloilijat / Savilahden Urheilijat (IV) | 1:4      | Seudun PS Savonlinnan (IV) |
| 06.04.2023 | Lehmon Pallo-77 (IV)                              | 2:0      | Keuruun Pallo (IV)         |
| 07.04.2023 | Pallo-Kerho 37 (IV)                               | 3:2      | Mikkelin Pallo-Kissat (IV) |
| 10.04.2023 | Konneveden Urheilijat (VII)                       | 00:10    | Niemisen Urheilijat (IV)   |

### Gruppe 7
| Datum      |                                    | Ergebnis        |                         |
| ---------- | ---------------------------------- | --------------- | ----------------------- |
| 31.03.2023 | Alavuden Peli-Veikot (VI)          | 1:2             | Sporting Kristina (IV)  |
| 02.04.2023 | Seinäjoen Sisu (VI)                | 5:1             | FC Komu Mustasaari (VI) |
| 04.04.2023 | Seinäjoen JK-Juniorit Apollo (VII) | 4:2             | Akademisk Boll Club (V) |
| 06.04.2023 | Seinäjoen JK-Juniorit (V)          | 2:2 (4:3 i. E.) | FC Kiisto Vaasa (IV     |

### Gruppe 8
| Datum      |                               | Ergebnis        |                             |
| ---------- | ----------------------------- | --------------- | --------------------------- |
| 03.04.2023 | Kellon Työväen Urheilijat (V) | 1:1 (4:5 i. E.) | Ponkilan Pantterit (IV)     |
| 07.04.2023 | Villan Pojat (V)              | 3:4             | Haukiputaan Pallo (IV)      |
| 10.04.2023 | Kajaanin Palloilijat (V)      | 0:2             | Tervarit Oulu-Juniorit (IV) |
| 10.04.2023 | Keminmaan Pallo (VI)          | 0:3             | Kemin Palloseura (IV)       |

## 3. Runde
Teilnehmer: Die 62 Sieger der 2. Runde, sowie sechs Erstligisten, die zwölf Zweitligisten und 28 Drittligisten. Die Mannschaften wurden in vier regionale Gruppen eingeteilt. Unterklassige Vereine hatten Heimrecht.

### Gruppe 1
| Datum      |                                         | Ergebnis        |                                   |
| ---------- | --------------------------------------- | --------------- | --------------------------------- |
| 25.04.2023 | Koivukylän PS (IV)                      | 1:4             | IFK Mariehamn (I)                 |
| 25.04.2023 | Helsingin Pallo-Pojat / Ruoholahti (IV) | 2:2 (4:2 i. E.) | Toukolan Teräs (IV                |
| 25.04.2023 | Malmin Palloseura / Atletico Malmi (IV) | 2:1             | FC Kirkkonummi (IV)               |
| 26.04.2023 | Polin Pallo (VII)                       | 00:12           | Atlantis FC (III)                 |
| 26.04.2023 | Järvenpään PS / 47 (IV)                 | 1:4             | Käpylän Pallo (II)                |
| 26.04.2023 | Laajasalon PS (IV)                      | 1:3             | Järvenpään PS (II)                |
| 26.04.2023 | PK-35 Vantaa (III)                      | 2:2 (3:5 i. E.) | Helsingfors IFK (II)              |
| 26.04.2023 | Vantaan Jalkapalloseura-2 (V)           | 1:5             | IF Gnistan (II)                   |
| 27.04.2023 | Itä-Hakkilan Kilpa (V)                  | 00:13           | Helsingin Pallo-Pojat (III)       |
| 27.04.2023 | Töölön Taisto (IV)                      | 1:7             | Espoon Palloseura (III)           |
| 28.04.2023 | Toukolan Teräs / Taiskin Tykit (VI)     | 0:6             | Helsingin Palloseura (IV)         |
| 28.04.2023 | SexyPöxyt (III)                         | 0:3             | Grankulla IFK (III)               |
| 28.04.2023 | FC Futura (III)                         | 3:2             | Nurmijärven Jalkapalloseura (III) |
| 29.04.2023 | Töölön Vesa (V)                         | 0:5             | Puistolan Urheilijat (IV)         |
| 30.04.2023 | IF Gnistan Ogeli (IV)                   | 2:4             | FC Honka Akatemia (III)           |
| 03.05.2023 | Vantaan Jalkapalloseura (IV)            | 1:1 (4:3 i. E.) | FC Kiffen 08 Helsinki (III        |
| 06.05.2023 | FC Dons (VI)                            | 1:2             | Tuusulan Palloseura (IV)          |
| 07.05.2023 | Tolkis BK (VI)                          | 1:1 (2:4 i. E.) | Malmin Ponnistajat (IV)           |
| 07.05.2023 | Haukilahden Pallo (V)                   | 7:4             | Pakkalan PS Old Stars (V)         |
| 07.05.2023 | Nummelan Palloseura (IV)                | 2:1             | Etelä-Espoon Pallo (IV)           |

### Gruppe 2
| Datum      |                        | Ergebnis        |                                       |
| ---------- | ---------------------- | --------------- | ------------------------------------- |
| 25.04.2023 | Åbo IFK (IV)           | 0:4             | Ekenäs IF (II)                        |
| 25.04.2023 | Musan Salama (IV)      | 1:1 (0:3 i. E.) | Salon Palloilijat (II)                |
| 25.04.2023 | AC Estudiantes (IV)    | 0:4             | Hämeenlinnan Jalkapalloseura (III)    |
| 26.04.2023 | Turku PS (II)          | 0:2             | Ilves Tampere (I)                     |
| 26.04.2023 | Turku PS Ü-35 (35+)    | 0:5             | Tampere United (III)                  |
| 27.04.2023 | Toejoen Veikot (V)     | 1:2             | Pallo-Iirot Rauma (III)               |
| 27.04.2023 | Euran Pallo (V)        | 1:2             | Turun Raittius Kerho (V)              |
| 29.04.2023 | Ylöjärvi United (V)    | 0:4             | Kaarinan Pojat (IV)                   |
| 29.04.2023 | FC Jazz Pori (III)     | 4:2             | Tampereen-Viipurin Ilves-Kissat (III) |
| 02.05.2023 | Inter Turku-2 (IV)     | 3:0             | Ilves Tampere-2 (III)                 |
| 03.05.2023 | FC Lasten (VI)         | 1:3             | Pargas IF (III)                       |
| 06.05.2023 | Åbo Club de Fútbol (V) | 1:5             | Nokian Palloseura (IV)                |
| 07.05.2023 | Fish United (VI)       | 0:5             | Sporting Kristina (IV)                |
| 07.05.2023 | Ekenäs IF-2 (V)        | 3:2             | PP-70 Tampere (IV)                    |
| 08.05.2023 | Naantalin VG-62 (IV)   | 3:2             | FC Haka Juniorit (IV)                 |

### Gruppe 3
| Datum      |                            | Ergebnis        |                                |
| ---------- | -------------------------- | --------------- | ------------------------------ |
| 25.04.2023 | Lehmon Pallo-77 (IV)       | 0:2             | Kotkan Työväen Palloilijat (I) |
| 26.04.2023 | JIPPO Joensuu (III)        | 1:2             | FC Lahti (I)                   |
| 26.04.2023 | Kultsu FC (IV)             | 1:5             | Mikkelin Palloilijat (II)      |
| 26.04.2023 | Edustus Imatran PS (IV)    | 0:2             | JJK Jyväskylä (II)             |
| 26.04.2023 | Seudun PS Savonlinnan (IV) | 0:6             | PEPO Lappeenranta (III)        |
| 27.04.2023 | Kuopion Elo (III)          | 3:1             | FC Vaajakoski (III)            |
| 29.04.2023 | Kypärämäki Rangers (V)     | 3:1             | Niemisen Urheilijat (IV)       |
| 01.05.2023 | Pallo-Kerho 37 (IV)        | 1:3             | Lahden Reipas (III)            |
| 02.05.2023 | FC Kuusysi (V)             | 0:1             | Myllykosken Pallo -47 (IV)     |
| 07.05.2023 | Jalkarannan PS Ü-35 (35+)  | 0:0 (5:4 i. E.) | Kuovolan Jalkapallo (IV        |

### Gruppe 4
| Datum      |                                    | Ergebnis        |                           |
| ---------- | ---------------------------------- | --------------- | ------------------------- |
| 26.04.2023 | Tervarit Oulu-Juniorit (IV)        | 0:2             | Vaasan PS (I)             |
| 26.04.2023 | Seinäjoen JK Akatemia (II)         | 1:5             | Seinäjoen JK (I)          |
| 26.04.2023 | FF Jaro (II)                       | 1:2             | Kokkolan Palloveikot (II) |
| 26.04.2023 | Haukiputaan Pallo (IV)             | 0:2             | Rovaniemi PS (III)        |
| 28.04.2023 | Oulun Luistinseura (III)           | 3:0             | JS Hercules (III)         |
| 29.04.2023 | Oulun Työväen Palloilijat (III)    | 3:3 (5:4 i. E.) | Gamlakarleby BK (III      |
| 29.04.2023 | Seinäjoen Sisu (VI)                | 0:2             | Vasa IFK (III)            |
| 06.05.2023 | Seinäjoen JK-Juniorit (V)          | 1:3             | Kemin Palloseura (IV)     |
| 07.05.2023 | Seinäjoen JK-Juniorit Apollo (VII) | 7:1             | Ponkilan Pantterit (IV)   |

## 4. Runde
Teilnehmer: Die 54 Sieger der 3. Runde, sowie AC Oulu als Finalist und Inter Turku als Halbfinalist des Ligapokals 2023. Die beiden anderen Halbfinalisten waren noch im Europapokal tätig und traten deshalb erst eine Runde später in den Wettbewerb ein. Die Mannschaften wurden in vier regionale Gruppen eingeteilt. Unterklassige Vereine hatten Heimrecht.

### Gruppe 1
| Datum      |                                         | Ergebnis        |                              |
| ---------- | --------------------------------------- | --------------- | ---------------------------- |
| 16.05.2023 | Helsingin Palloseura (IV)               | 0:6             | Atlantis FC (III)            |
| 17.05.2023 | Espoon Palloseura (III)                 | 1:4             | Helsingfors IFK (II)         |
| 17.05.2023 | Grankulla IFK (III)                     | 2:2 (3:4 i. E.) | IF Gnistan (II)              |
| 17.05.2023 | Helsingin Pallo-Pojat (III)             | 0:3             | IFK Mariehamn (I)            |
| 17.05.2023 | Nummelan Palloseura (IV)                | 1:1 (1:3 i. E.) | Järvenpään PS (II)           |
| 17.05.2023 | Haukilahden Pallo (V)                   | 2:0             | Malmin Ponnistajat (IV)      |
| 17.05.2023 | Tuusulan Palloseura (IV)                | 0:7             | Käpylän Pallo (II)           |
| 19.05.2023 | Helsingin Pallo-Pojat / Ruoholahti (IV) | 0:3             | Vantaan Jalkapalloseura (IV) |
| 20.05.2023 | Puistolan Urheilijat (IV)               | 0:1             | FC Futura (III)              |
| 21.05.2023 | Malmin Palloseura / Atletico Malmi (IV) | 2:4             | FC Honka Akatemia (III)      |

### Gruppe 2
| Datum      |                          | Ergebnis |                                    |
| ---------- | ------------------------ | -------- | ---------------------------------- |
| 16.05.2023 | Ekenäs IF-2 (V)          | 0:2      | Salon Palloilijat (II)             |
| 17.05.2023 | Nokian Palloseura (IV)   | 1:5      | Ilves Tampere (I)                  |
| 17.05.2023 | Tampere United (III)     | 0:3      | Inter Turku (I)                    |
| 17.05.2023 | Kaarinan Pojat (III)     | 1:4      | Ekenäs IF (II)                     |
| 17.05.2023 | FC Jazz Pori (III)       | 4:1      | Hämeenlinnan Jalkapalloseura (III) |
| 18.05.2023 | Inter Turku-2 (IV)       | 1:0      | Pargas IF (III)                    |
| 19.05.2023 | Sporting Kristina (IV)   | 1:2      | Pallo-Iirot Rauma (III)            |
| 21.05.2023 | Turun Raittius Kerho (V) | 1:0      | Naantalin VG-62 (IV)               |

### Gruppe 3
| Datum      |                            | Ergebnis        |                                |
| ---------- | -------------------------- | --------------- | ------------------------------ |
| 17.05.2023 | Myllykosken Pallo -47 (IV) | 00:14           | Kotkan Työväen Palloilijat (I) |
| 17.05.2023 | Mikkelin Palloilijat (II)  | 1:1 (2:4 i. E.) | JJK Jyväskylä (II)             |
| 17.05.2023 | Kypärämäki Rangers (V)     | 0:1             | FC Lahti (I)                   |
| 18.05.2023 | Kuopion Elo (III)          | 1:5             | PEPO Lappeenranta (III)        |
| 21.05.2023 | Jalkarannan PS (35+)       | 0:5             | Lahden Reipas (III)            |

### Gruppe 4
| Datum      |                                    | Ergebnis        |                                 |
| ---------- | ---------------------------------- | --------------- | ------------------------------- |
| 16.05.2023 | Seinäjoen JK-Juniorit Apollo (VII) | 00:11           | Vaasan PS (I)                   |
| 17.05.2023 | Seinäjoen JK (I)                   | 1:4             | AC Oulu (I)                     |
| 17.05.2023 | Kemin Palloseura (IV)              | 1:2             | Kokkolan Palloveikot (II)       |
| 17.05.2023 | Vasa IFK (III)                     | 4:2             | Rovaniemi PS (III)              |
| 17.05.2023 | Oulun Luistinseura (III)           | 2:2 (4:5 i. E.) | Oulun Työväen Palloilijat (III) |

## 5. Runde
Die 28 Sieger der 4. Runde und die vier Europapokal-Teilnehmer (HJK, KuPS, Honka, Haka). Teams desselben Vereins, die sich noch im Wettbewerb befanden traten gegeneinander an. Ab dieser Runde gab es keine regionale Gruppen mehr und kein Heimrecht für unterklassige Vereine.
| Datum      |                                | Ergebnis        |                                 |
| ---------- | ------------------------------ | --------------- | ------------------------------- |
| 30.05.2023 | Inter Turku (I)                | 8:0             | Inter Turku-2 (IV)              |
| 30.05.2023 | Vaasan PS (I)                  | 3:1             | Oulun Työväen Palloilijat (III) |
| 30.05.2023 | HJK Helsinki (I)               | 1:1 (2:4 i. E.) | FC Honka Espoo (III)            |
| 30.05.2023 | FC Lahti (I)                   | 0:1             | Helsingfors IFK (II)            |
| 31.05.2023 | Turun Raittius Kerho (V)       | 0:7             | IFK Mariehamn (I)               |
| 31.05.2023 | AC Oulu (I)                    | 1:1 (5:3 i. E.) | Haka Valkeakoski (I)            |
| 31.05.2023 | Ilves Tampere (I)              | 3:1             | Käpylän Pallo (II)              |
| 31.05.2023 | JJK Jyväskylä (II)             | 0:2             | Kuopion PS (I)                  |
| 31.05.2023 | Kotkan Työväen Palloilijat (I) | 1:1 (4:1 i. E.) | IF Gnistan (II                  |
| 31.05.2023 | FC Jazz Pori (III)             | 0:2             | Vasa IFK (III)                  |
| 31.05.2023 | Järvenpään PS (II)             | 0:0 (2:4 i. E.) | Ekenäs IF (II)                  |
| 31.05.2023 | Haukilahden Pallo (V)          | 0:6             | Salon Palloilijat (II)          |
| 31.05.2023 | Pallo-Iirot Rauma (III)        | 5:1             | FC Futura (III)                 |
| 31.05.2023 | Lahden Reipas (III)            | 2:2 (4:5 i. E.) | FC Honka Akatemia (III)         |
| 31.05.2023 | Atlantis FC (III)              | 0:1             | Kokkolan Palloveikot (II)       |
| 01.06.2023 | Vantaan Jalkapalloseura (IV)   | 3:2             | PEPO Lappeenranta (III)         |

## 6. Runde
Teilnehmer: Die 16 Sieger der 5. Runde.
| Datum      |                                | Ergebnis        |                           |
| ---------- | ------------------------------ | --------------- | ------------------------- |
| 21.06.2023 | FC Honka Espoo (I)             | 5:1             | FC Honka Akatemia (III)   |
| 21.06.2023 | Salon Palloilijat (II)         | 0:0 (4:2 i. E.) | Inter Turku (I)           |
| 21.06.2023 | Kotkan Työväen Palloilijat (I) | 3:0             | Ekenäs IF (II)            |
| 22.06.2023 | Kuopion PS (I)                 | 1:0             | Helsingfors IFK (II)      |
| 22.06.2023 | AC Oulu (I)                    | 0:0 (3:2 i. E.) | Vaasan PS (I)             |
| 22.06.2023 | Ilves Tampere (I)              | 4:1             | Kokkolan Palloveikot (II) |
| 22.06.2023 | Vasa IFK (III)                 | 0:1             | IFK Mariehamn (I)         |
| 22.06.2023 | Vantaan Jalkapalloseura (IV)   | 2:1             | Pallo-Iirot Rauma (III)   |

## Viertelfinale
Teilnehmer: Die 8 Sieger der 6. Runde.
| Datum      |                                | Ergebnis        |                    |
| ---------- | ------------------------------ | --------------- | ------------------ |
| 05.06.2023 | IFK Mariehamn (I)              | 1:1 (5:4 i. E.) | Kuopion PS (I)     |
| 05.06.2023 | Kotkan Työväen Palloilijat (I) | 1:2             | AC Oulu (I)        |
| 05.06.2023 | Salon Palloilijat (II)         | 1:3             | FC Honka Espoo (I) |
| 05.06.2023 | Vantaan Jalkapalloseura (IV)   | 0:4             | Ilves Tampere (I)  |

## Halbfinale
| Datum      |                    | Ergebnis |                   |
| ---------- | ------------------ | -------- | ----------------- |
| 11.07.2023 | FC Honka Espoo (I) | 1:0      | IFK Mariehamn (I) |
| 11.07.2023 | Ilves Tampere (I)  | 1:0      | AC Oulu (I)       |

## Finale
| Paarung        | FC Honka Espoo – Ilves Tampere |
| Ergebnis       | 1:2 (1:2) |
| Datum          | 30. September 2023 um 16:00 Uhr (15:00 Uhr MESZ) |
| Stadion        | Olympiastadion, Helsinki |
| Zuschauer      | 4.431 |
| Schiedsrichter | Joni Hyytiä |
| Tore           | 1:0 Lauri Laine (8.) 1:1 Tatu Miettunen (14.) 1:2 Djair Parfitt-Williams (27.) |
| FC Honka Espoo | Maksim Rudakow – Dari Naamo (82. Otso Koskinen), Florian Baak (82. Ville Koski), Aldayr Hernandez, Matias Rale – Roman Eremenko, Florian Krebs, Johannes Wurtz – Lauri Laine (62. Kevin Jansen), Michael López (62. Clésio Palmirim), Edmund Arko-Mensah Cheftrainer: Vesa-Pekka Vasara       |
| Ilves Tampere  | Otso Virtanen – Aapo Mäenpää, Tatu Miettunen , Seydine N'Diaye, Jorginho – Yusif Moussa, Felipe Aspegren (74. Noel Hasa) – Sabi James Ngor (46. Ovia Jukkola), Lauri Ala-Myllymäki (86. Emmanuel Patut), Djair Parfitt-Williams (83. Kalle Katz) – Santeri Haarala Cheftrainer: Joni Lehtonen |
| Gelbe Karten   | keine – Otso Virtanen |